# Dizionario degli illustratori
Il Dizionario degli illustratori (titolo originale Dictionnaire des graveurs) è il più illustre testo di riferimento destinato allo studio degli illustratori antichi e moderni, scritto dal mercante d'arte e incisore Pierre-François Basan e pubblicato nella sua prima edizione nel 1767 e nella sua edizione definitiva e di riferimento nel 1789.

## Genesi dell'opera
A causa della repentina espansione del mercato delle stampe e dei libri illustrati in Europa, di cui Pierre-François Basan era illustre esperto, divenne sempre più risentita la necessità di un testo su cui gli studiosi, gli amanti e i mercanti di stampe, potessero fare riferimento.
Nel 1767 Pierre-François Basan, pubblicò dunque il "Dizionario degli illustratori" che sarà l'unico riferimento dell'epoca fino alla pubblicazione nel 1777 di "Chronicles of England" di Joseph Strutt dove, come riferirà in seguito Basan, buona parte delle voci furono copiate dal Dictionnaire. Nel 1789 Basan pubblicò una nuova e definitiva edizione del Dizionario che resta tuttora l'opera di riferimento per gli studiosi e gli esperti. Quest'opera fu commercializzata in due esemplari; un esemplare destinato al pubblico comune ed uno che, su eccezionale richiesta, veniva adornato di una serie di 50 illustrazioni. Quest'ultimo è il più raro e ricercato.

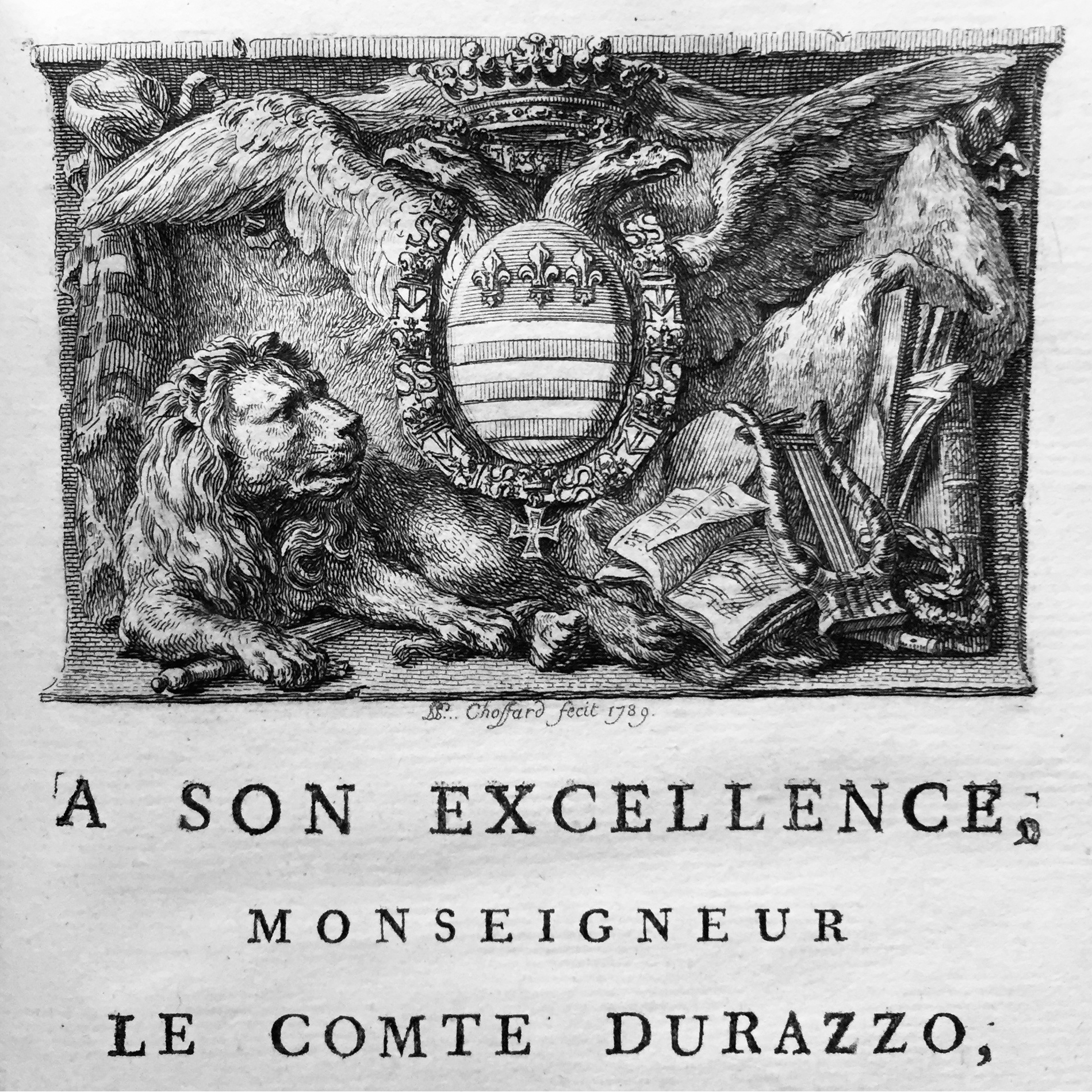

## Dedica al Conte Giacomo Durazzo
La seconda edizione dell'Opera è dedicata al Conte Giacomo Durazzo come indicato dall'autore Pierre-François Basan nell'incipit.
Avete gradito l'omaggio del mio lavoro;
era un titolo per aggiungere maggiori cure a questa nuova edizione, per renderla degna degli amatori e particolarmente di voi le cui conoscenze su quest'arte sono così sentite.
Se come lo credo ho avuto la buona sorte di riuscire, permettetemi di aggiungere quella di dirmi con profondo rispetto,
di vostra Eccellenza,
Mio Signore,
L'umilissimo e obbedientissimo servitore, Basan.»